# Pláně pod Ještědem

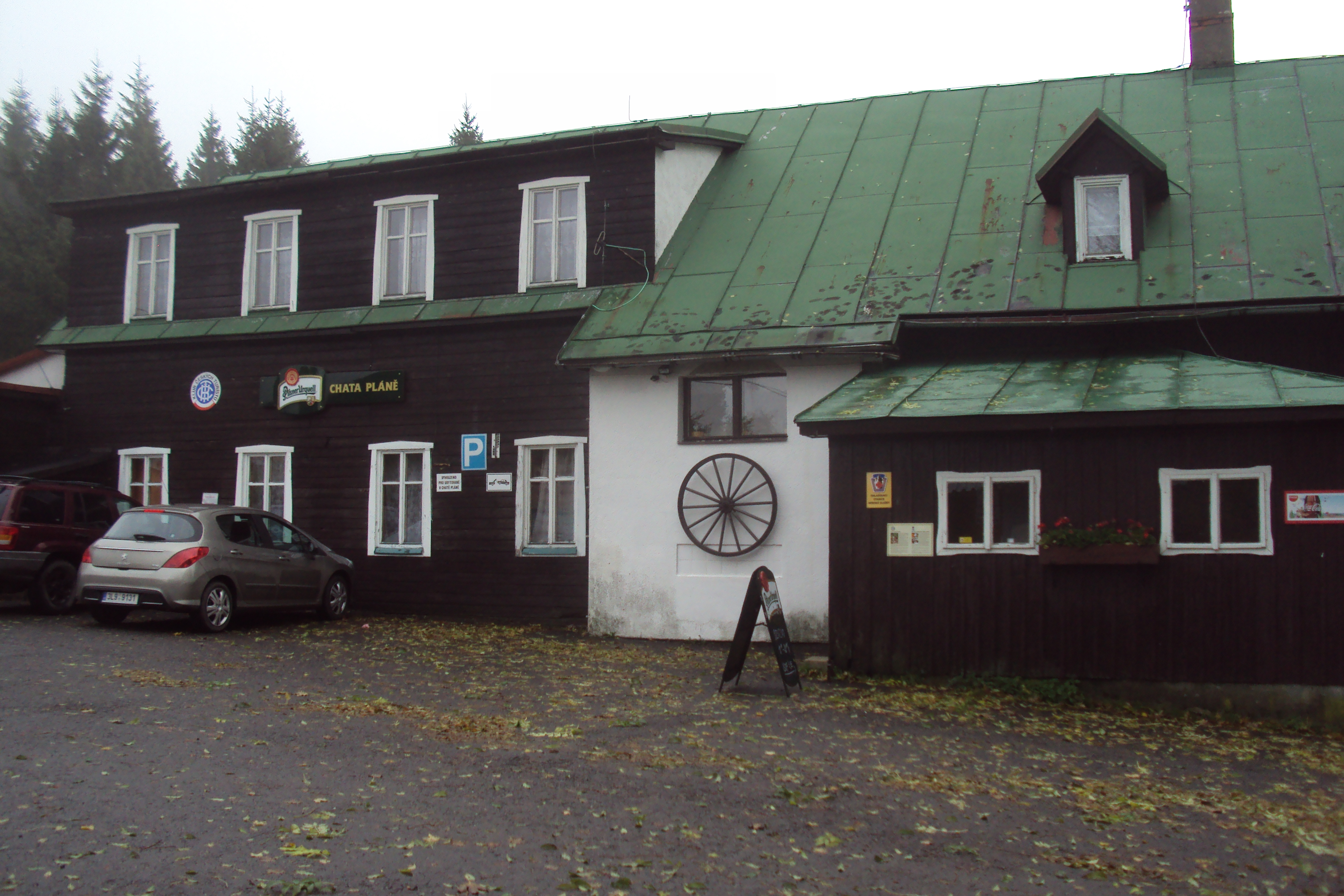
Chata na Pláních

Pláně pod Ještědem je rekreační osada na Ještědském hřebeni, 3 km jižně od vrcholu Ještědu. Vede zde řada turistických tras, je zde několik chalup bez stálých obyvatel, centrem zdejšího lyžařského střediska je horská Chata na Pláni.

## Další údaje
Součástí osady v nadmořské výšce 780 m n. m., kde nebydlí žádný stálý obyvatel, je i veřejná studna, několik stavení, lyžařské vleky, turistická chata. Zasahují sem okolní lesy. Poblíž osady směrem k Ještědu se nachází horní, výstupní stanice sedačkové lanovky ze Světlé pod Ještědem.

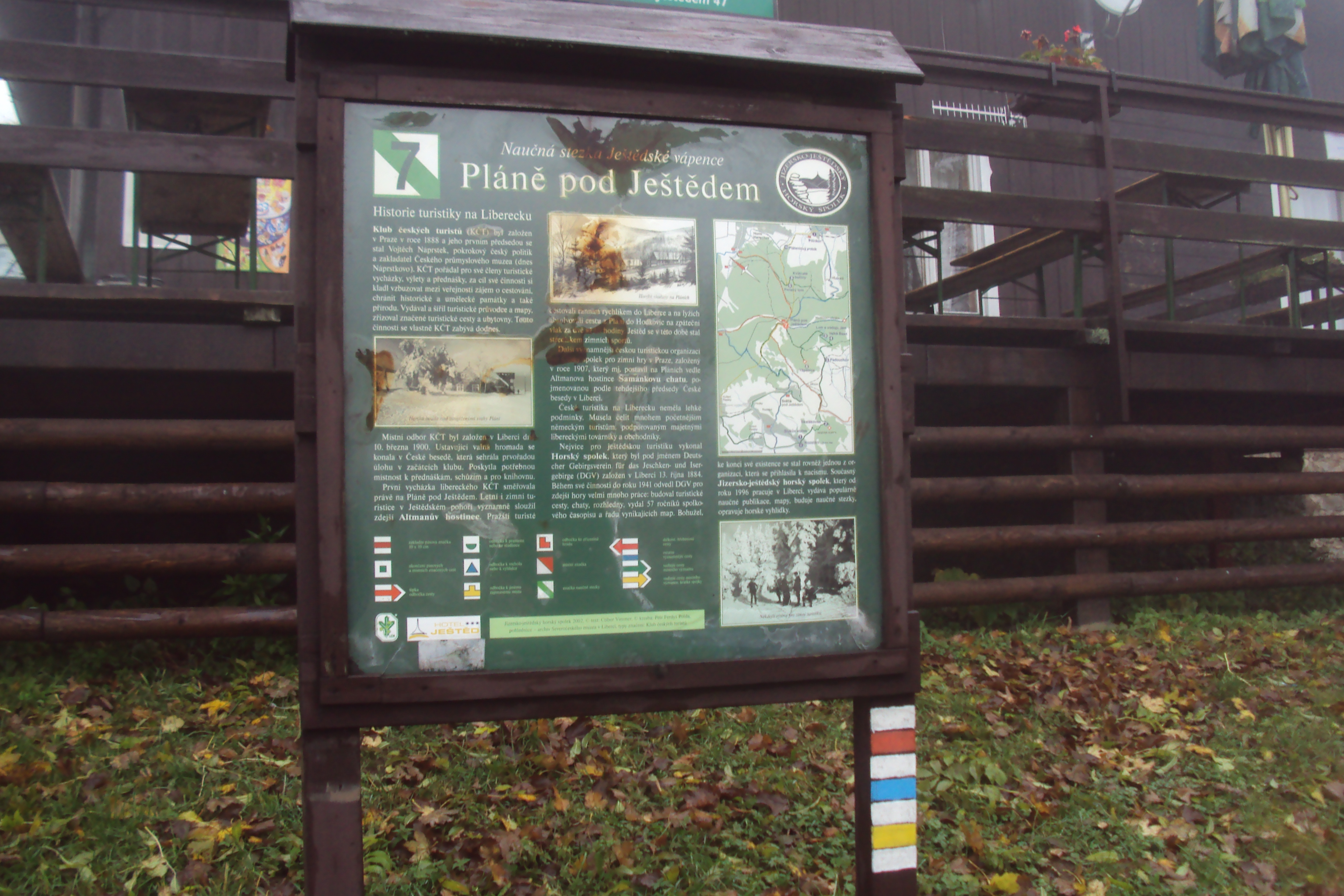
Zastavení naučné stezky Ještědské vápence

Je zde několika turistických rozcestníků pro pěší, lyžařskou a cykloturistiku a netypických i pro koloběžky. K osadě vede i upravená horská silnice, volně přístupná veřejnosti. Přes osadu vede naučná stezka Ještědské vápence a Evropská dálková trasa E3. Od Horního Hanychova v Liberci je osada vzdálená 2,5 km, stejně tak i vrcholu Ještědu a od Světlé pod Ještědem, kam administrativně i katastrem patří.
Chata Pláně pod Ještědem je rekreační zařízení s ubytovnou, restaurací a úschovnou lyží. Patří od roku 1927 Klubu českých turistů – dnes jeho Liberecké oblasti. K dispozici je zde turistická známka č. 139 – Pláně pod Ještědem. 

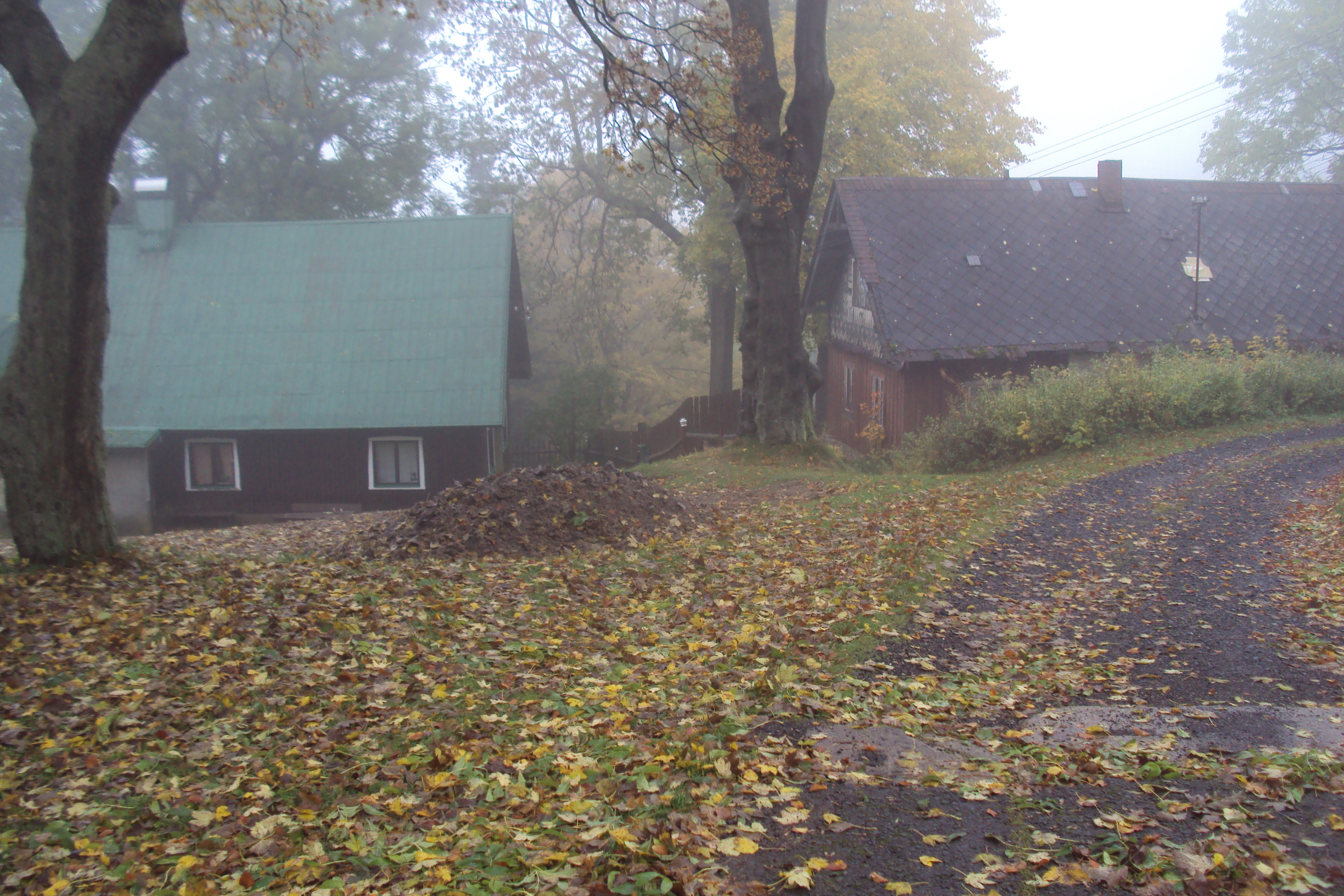
Stavení v osadě

Mapy udávají osadu jako součást Ještědského hřbetu, v geomorfologickém členění je zahrnuta do Ještědsko-kozákovského hřbetu v Krkonošské oblasti.